# Tecla Home

A tecla home entre outras teclas.

Home é uma tecla geralmente encontrada em teclados de computador. A tecla tem o efeito contrário a tecla End. Em teclados com o tamanho é limitado onde a tecla Home está faltando, a mesma funcionalidade pode ser alcançada através da combinação das teclas Fn e Esquerda.
Seu simbolo padrão vem desde o ISO/IEC 9995-7, i.e. uma seta apontando para um canto na parte superior esquerda é usada em alguns teclados de tamanho completo em vez de um rótulo de texto possivelmente localizado.

## Microsoft Windows
Nas aplicações modernas de edição de texto do Microsoft Windows, é usado principalmente para retornar o cursor para o início da linha onde o cursor está localizado. Quando o texto não é editável, a tecla Home é usada para retornar ao começo do documento; isto pode também ser feito com texto editável se a tecla é pressionada junto com a tecla Control.
A tecla também pode ser usada para selecionar todos os caracteres antes do cursor em uma determinada linha, se pressionado junto com a tecla Shift em textos selecionáveis.

## macOS
Somente teclados completos da Apple tem a tecla Home. Na maioria das aplicações do macOS, a tecla funciona como a original no UNIX nos dias de dumb-terminals, quando o Home move para o começo do documento. Quando a tecla é pressionada, a janela rola para o topo enquanto enquanto a posição do cursor não se altera em absoluto; Isto é, a tecla Home está ligada à janela atual, não a caixa de texto a ser editada. Nos teclados da Apple que não contém a tecla Home, pode ser pressionado Fn + Esquerda para a mesma funcionalidade da tecla Home descrita acima. Para chegar ao mesmo resultado da plataforma Windows (isto é, mover o ponto de inserção para o início da linha de texto atual), pode ser pressionado Command + Esquerda. Um aplicativo também pode ser usado para alterar essa funcionalidade.

## Linux
No Linux, a tecla Home tem basicamente a mesma funcionalidade da usada no Windows. Ela retorna o cursor para o início da linha em um texto editável, e de outra forma rola um documento com rolagem permitida. Igual ao Windows, a tecla Home também pode ser usada para selecionar todos os caracteres antes do cursor em certas linhas se pressionada junto com a tecla Shift em um texto editável.

## Aplicações não-GUI
Em interface de base texto mais antigas, em aplicações (non-GUI), o usuário frequentemente acessava a "tela" que eles queriam através de uma série de telas do menu de opções numeradas. A tecla Home levava o usuário para a tela do menu "superior".